# Naïm Kattan
Naïm Kattan (Baghdad, 26 agosto 1928 – Parigi, 2 luglio 2021) è stato uno scrittore e critico letterario iracheno naturalizzato canadese.
Figura importante della letteratura migrante del Québec, ha arricchito la letteratura quebecchese con il suo bagaglio "assez chargé, assez composite" (abbastanza pieno, abbastanza composito"). Olivier Germain-Thomas, produttore di trasmissioni letterarie a France Culture, dice al riguardo:
(Olivier Germain-Thomas)

## Biografia

### Infanzia e giovinezza
È nato a Baghdad il 26 agosto 1928 da una famiglia di modeste condizioni economiche, che ha perso tutte le sue fortune. Appartenevano alla nobiltà ebraica, e contavano tra loro dei rabbini. Lo scrittore confida a Jacques Allard in un'intervista:
(Naïm Kattan)
Ha compiuto i suoi studi primari all'Alleanza Israelita Universale, dove ha appreso quattro lingue: l'arabo, l'ebraico, il francese e l'inglese. Viene dunque educato in un contesto al tempo stesso ebraico ed arabo, in un'epoca durante la quale il fatto di essere ebreo attirava il rispetto dell'ambiente arabo. Gli ebrei erano colti, perché obbligati a leggere per pregare. In questi anni, la comunità ebraica formava dunque un'élite a Baghdad. Operavano come funzionari, ma anche nella comunità culturale.

Terminati i suoi studi primari Kattan si iscrive in una scuola musulmana, perché desideroso di conoscere la cultura araba. Per lo scrittore studiare in lingua araba significava
(Naïm Kattan)
Nel 1945 si iscrive alla facoltà di legge. Intanto inizia ad interessarsi alla letteratura francese. La sua infanzia e la sua prima giovinezza sono segnate da una serie di eventi traumatici, motivi che ritroviamo nel suo primo romanzo Adieu, Babylone, pubblicato nel 1975: la guerra e il saccheggio.
(Naïm Kattan)
Il 3 settembre 1939 scoppia la guerra in Europa. Londra esige che sia applicato il trattato del 1930, trattato che Ghazi I, re dell'Iraq, voleva denunciare per preservare la neutralità del suo paese. Il 6 settembre, Baghdad rompe le relazioni con Berlino. Il 2 maggio 1941 l'armata britannica rovescia il governo di Rashid Ali al-Kaylani, Primo Ministro nazionalista, e ristabilisce un governo filo-britannico diretto dal despota Nuri Al Sa'id. L'Iraq è governato indirettamente dai britannici, la cui presenza si fa sentire a Baghdad: dei campi di concentramento sono infatti costruiti in tutto il paese. Le comunità ebraiche, cattoliche e musulmane, che sino ad allora avevano vissuto in armonia, sono vittime della persecuzione, conoscono quelli che lo scrittore ha definito nel suo romanzo Adieu, Babylone "Les murs édifiés par les préjugés et l'incompréhension" (It. "le mura edificate dai pregiudizi e dall'incomprensione"). In questi anni molti ebrei, che costituivano un terzo della popolazione di Bagdad, lasciano l'Iraq:
(Naïm Kattan)

### Il periodo in Francia
Nel 1947 Naïm Kattan riceve una borsa di studio dal governo francese che gli dà l'opportunità di proseguire i suoi studi in Francia. Parte quindi per Parigi dove si iscrive alla Facoltà di Lettere. Parigi ha rappresentato per lui l'apertura al teatro, alla musica, ai musei d'arte occidentale, al rapporto con le donne e il luogo della sua seconda nascita.
(Naïm Kattan)
Gli viene proposto di cambiar nome per passare inosservato, ma decide di conservarlo:
(Naïm Kattan)
Durante il suo soggiorno parigino inizia a frequentare anche il gruppo di André Breton. Naïm Kattan non è uno scrittore surrealista, anche se accetta l'immaginario. Il surrealismo, che ha scoperto a Bagdad, grazie ad un britannico, era per lui:
(Naïm Kattan)

### Il trasferimento oltreoceano
Si vede rifiutare il rinnovo del suo passaporto iracheno. Ridotto allo stato di apolide, inizia a lavorare a Parigi come corrispondente di diverse riviste arabe e di giornali francesi: Combat, Opéra, la Gazette des Lettres, l'Âge nouveau. Un giorno un suo amico, un olandese, gli fa sapere che era richiesto un certo numero di conferenzieri che potessero accompagnare degli studenti su un battello diretto a New York. Giovane ed energico, Naïm Kattan decide di partire. L'America gli apriva le sue porte. Nel 1954 emigra in Canada e sceglie Montréal "Pour vivre en français" (It. "per vivere in francese"). In un articolo apparso sul quotidiano Le Devoir lo scrittore parla della sua scelta di vivere a Montréal:
(Naïm Kattan)
A Montréal scopre una città di cui una parte è anglofona, un'altra francofona, un'altra ebrea, italiana e greca. Lo spazio è diviso in quartieri. Tra le diverse parti, lo scrittore riconosce che vi sono tensioni inevitabili, ma non odio, sangue e cadaveri come avviene nelle più antiche città del suo paese natale. La città di Montréal è per lo scrittore "Un esempio di civiltà", la cui lingua comune è il francese, ma dove si ha la libertà di parlare tutte le altre lingue. È a Montréal che prende la decisione di scrivere in francese e dove vengono pubblicate le sue opere. La lingua è per lo scrittore:
(Naïm Kattan)
Partecipa attivamente alla vita culturale e fonda il Bulletin du cercle juif, prima pubblicazione non cattolica in lingua francese apparsa in Canada, di cui è redattore sino al 1967. Al suo arrivo a Montréal constata che gli ebrei e i franco-canadesi non avevano alcun rapporto. Ed è per tale ragione che decide di creare il Bulletin, nel quale esprime senza ambagi il suo particolarismo di ebreo francofono e commenta inoltre le pubblicazioni franco-canadesi per farle conoscere alla comunità ebraica. In seguito all'apparizione del primo numero, lo scrittore riceve una missiva da parte di un professore di lettere, nella quale gli consiglia di sostituire l'aggettivo ebreo con l'aggettivo israelita, poiché il termine ebreo aveva una connotazione negativa. Kattan decide però di mantenere il titolo iniziale:
(Naïm Kattan)
Nel corso di questi anni sperimenta lentamente quella che chiama la sua terza nascita. Insegna all'Università Laval, è redattore alla Commissione regale d'inchiesta sul bilinguismo e il biculturalismo. Nel 1961 diventa membro dell'équipe della redazione del Nouveau Journal di Montréal. Al Nouveau Journal svolge il ruolo di cronista di politica internazionale. Dal 1962 ad oggi è critico letterario al quotidiano Le Devoir di Montréal. Collaborando a Le Devoir contribuisce a far conoscere in Québec la letteratura anglo-canadese e la letteratura statunitense, sino ad allora ignorate. Nel 1957 il Canada crede necessaria la creazione di un Consiglio delle Arti al fine di favorire nel paese l'emergere dell'idea di una cultura nazionale. Nel 1967 diventa capo del Service des Lettres et de l'Édition e direttore associato del Consiglio delle Arti del Canada. In questi anni molti scrittori quebecchesi rifiutano di ricevere il premio del Governatore Generale. Assai difficile è gestire un tale organismo in un simile clima politico. Un'organizzazione clandestina, la FLQ (Front de Libération du Québec), fondata nel 1963, conduce da tempo una campagna terroristica a base di attentati dinamitardi in nome della causa di un Québec indipendente e socialista. Il 5 ottobre una cellula del Front de Libération du Québec sequestra a Montréal il diplomatico britannico James Cross. Il 10 ottobre i terroristi passano nuovamente all'attacco con il sequestro di Pierre Laporte, Ministro del Lavoro nel governo provinciale. Uno stato di vero e proprio panico si diffonde in Québec. Nonostante ciò, il Consiglio delle Arti riesce a sopravvivere.
Kattan cerca di difendere l'integrità e la nobiltà della letteratura; si oppone al clericalismo e all'anti-clericalismo; si batte affinché due scrittori, François Hertel e Félix-Antoine Savard siano riconosciuti senza tener conto dei loro rapporti con la Chiesa cattolica. Collabora ad un gran numero di riviste: Liberté, Canadian Literature (Vancouver), Maclean, Tamarack Review (Toronto), La Quinzaine littéraire (Paris), Les lettres nouvelles, Cité libre, Voix et Images, La Presse, Études littéraires, Écrits du Canada français; ed inoltre collabora a delle stazioni radiofoniche di diversi paesi. Più tardi, Kattan lascia il Consiglio delle Arti per divenire professore associato del dipartimento di studi letterari dell'Università del Québec a Montréal. Tale occupazione gli permette di portare avanti il suo sogno, "S'exprimer comme écrivain et servir la littérature" (It. "Esprimersi come scrittore e servire la letteratura").

### Lo sviluppo della carriera letteraria
Kattan ha fatto numerosi viaggi: nel Nord America, nel Sud America, in Europa, in Africa e in Asia, dove ha partecipato a dei convegni. Riceve il Premio France-Canada per il suo primo saggio Le réel et le théâtral, pubblicato a Montréal nel 1971, e in seguito tradotto in arabo dalla poetessa libanese Sabah el-Kharrat Zwein, sintesi di una triplice esistenza, nel quale scrive la sua visione dell'Oriente e quella dell'Occidente, evocando tutte le dimensioni della vita: il rapporto tra uomo e donna, il potere e la potenza, l'arte e la vita, l'individuo ed il gruppo. Le réel et le théâtral nasce sotto forma di articolo che lo scrittore invia alla Nouvelle revue française. Dopo aver letto tale articolo, Jean Grosjean, uno dei direttori della rivista, che è anche poeta e traduttore della Bibbia, contatta lo scrittore e lo invita a scrivere un saggio. Ed è così che nasce la sua prima opera critica, che è per lui un modo per affermare la sua decisione di fare del francese la sua propria lingua. Nel 1975 pubblica il suo primo romanzo, Adieu Babylone, racconto della sua infanzia, tradotto in arabo, che ha ricevuto un grande successo, in particolar modo in Francia.
Nel 1994 diventa membro del Consiglio delle Arti della Comunità Urbana di Montréal. Dal 1994 al 1996 è Presidente del Premio letterario di Ville-Marie. Naïm Kattan ha ricevuto le onorificenze di ufficiale dell'Ordine del Canada, cavaliere dell'Ordine del Québec e Ufficiale delle Arti e delle lettere di Francia. È stato inoltre membro della Società regale del Canada e dell'Accademia delle Lettere del Québec. Le attività di Naïm Kattan, nel loro insieme, costituiscono la proiezione dell'immagine dello scrittore che è anche amministratore, due occupazioni considerate da alcuni come difficili da conciliare, ma secondo Louise Gauthier, abilmente associate da Kattan.

## La letteratura secondo Kattan
Naïm Kattan, è autore di romanzi, novelle, saggi e critiche ed è inoltre autore di pièces teatrali come La Discrétion et autres pièces. Non cerca di teatralizzare il reale, come è stato fatto in Occidente, ma
(Jacques Allard)
Ragion per cui nei suoi romanzi e nelle sue novelle si susseguono pagine fitte di dialoghi:
(Naïm Kattan)
Due sono i generi che non ha utilizzato: la poesia e la letteratura infantile:
(Naïm Kattan)
La sua opera, tradotta in diverse lingue, è celebrata ovunque, perché universale. Difatti i temi ricorrenti sono: i problemi della vita collettiva ed individuale, l'adattamento a dei nuovi ambienti, l'incontro tra culture molto diverse. Allergico ai ghetti, a partire dalla sua infanzia, Naïm Kattan è stato sempre attirato dagli altri, e gli altri nella sua città erano i musulmani:
(Naïm Kattan)
Riprendendo una formula di Gaston Miron che diceva che un amore non nega un altro amore, ma lo integra e lo contiene, Naïm Kattan afferma che una cultura non nega l'altra. Le sue culture non si fanno concorrenza:
(Naïm Kattan)
Lo scrittore si interroga sul destino dei suoi personaggi, abitanti di un universo che è alle volte drammatico e oscuro. Spesso gli è stata posta la domanda "Signor, Kattan, nella sua vita lei va incontro agli altri, lei è cortese, sorride alla gente, mentre nei suoi romanzi e nelle sue novelle ci sono molte cose che non vanno, che non funzionano. Perché?", a cui ha sempre risposto:
(Naïm Kattan)
Inoltre la sua opera è anche celebrazione dell'Amore e della Vita, vita che ha temuto di perdere durante la guerra:
(Naïm Kattan)

## Opere di Naïm Kattan

### Romanzi
- Adieu, Babylone, Montréal, Éditions La Presse, 1975.
- Les Fruits arrachés, Montréal, Éditions Hurtubise HMH, 1977.
- La Fiancée promise, Montréal, Éditions Hurtubise HMH, 1983.
- La Fortune du passager, Montréal, Éditions Hurtubise HMH, 1989.
- Farida, Montréal, Éditions Hurtubise HMH, 1991.
- La célébration, Montréal, Éditions l'Héxagone, 1997.
- L'amour reconnu, Montréal, Éditions l'Héxagone, 1999.
- L'anniversaire, Montréal, Éditions Québec-Amérique, 2000.
- Le Gardien de mon frère, Montréal, Éditions Hurtubise HMH, 2003.

### Novelle
- Dans les déserts, Montréal, Éditions Leméac, 1974.
- La traversée, Montréal, Éditions Hurtubise HMH, 1976.
- Le Rivage, Montréal, Éditions Hurtubise HMH, 1979.
- Le sable de l'île, Montréal, Éditions Hurtubise HMH, 1979.
- La Reprise, Montréal, Éditions Hurtubise HMH, 1985.
- The Neighbour, raccolta di racconti tradotti in inglese da Judith Madley, Toronto, McClelland & Stewart.
- A. M. Klein, Montréal, Éditions XYZ, 1994.
- La distraction, Montréal, Éditions Hurtubise HMH, 1994.
- Le silence des adieux, Montréal, Éditions Hurtubise HMH, 1999.

### Teatro
- La Discrétion et autres pièces, Montréal, Éditions Leméac, 1974.

### Testi critici
- Le réel et le théâtral, Montréal, Éditions Hurtubise HMH, 1970.
- Reality and Theater, traduzione inglese di Alan Brown, Toronto, House of Anansi.
- Écrivains des Amériques, Libro I "Les États-Unis", 1972, Libro II "Le Canada anglais", Libro III "L'Amérique latine", 1980.
- La Mémoire et la promesse, Montréal, Éditions Hurtubise HMH, 1978.
- Le Désir et le pouvoir, Montréal, Éditions Hurtubise HMH, 1983.
- Le repos et l'oubli, Montréal, Éditions Hurtubise HMH, 1987.
- Le Père, Montréal, Éditions Hurtubise HMH, 1990.
- La Réconciliation, Montréal, Éditions Hurtubise HMH, 1993.
- Portraits d'un pays, Montréal, L'Hexagone, 1994.
- Culture: alibi ou liberté, Montréal, Éditions Hurubise HMH, 1996.
- Idoles et images, Montréal, Éditions Bellarmin (l'Essentiel), 1996.
- Figures bibliques, Montréal, Éditions Guérin littérature, 1997.
- Les villes de naissance, Montréal, Leméac, 2001.
- L'Écrivain migrant. Essais sur des cités et des hommes, Montréal, Éditions Hurtubise HMH, 2001.
- La Parole et le lieu, Montréal, Éditions Hurtubise HMH, 2004.

### Riferimenti storici
- Charles Saint-Prot, Histoire de l'Irak. De Sumer à Saddam Hussein, Parigi, Ellipses, 1999.
- Codignola Luca-Luigi Bruti Liberati, Storia del Canada. Dalle origini ai giorni nostri, Milano, Bompiani, 1999.
- Giancarlo Lannutti, Breve storia dell'Iraq. Dalle origini ad oggi, Roma, Datanews Editrice Srl, 2002.